# Gowdarahalli, Channarayapatna
Gowdarahalli là một làng thuộc tehsil Channarayapatna, huyện Hassan, bang Karnataka, Ấn Độ.